# Massaliasuchus
Massaliasuchus is een geslacht van uitgestorven allodaposuchische eusuchide crocodyliformen dat bekend is van fossielen, gevonden in gesteenten uit het Santonien-Campanien van het Laat-Krijt in het zuidoosten van Frankrijk.

## Naamgeving
Massaliasuchus werd benoemd in 1869 door Philippe Matheron als Crocodilus affuvelensis, gebaseerd op overblijfselen waaronder schedelbeenderen. De soortaanduiding verwijst naar de herkomst uit de bruinkoollagen van de Lignites de Fuveau, een mijn te Valdonne.

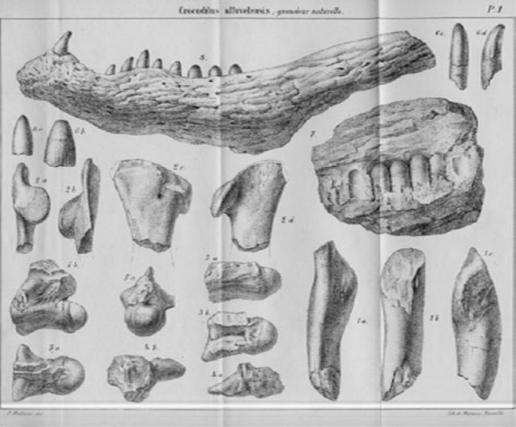
Bovenaan de oorspronkelijk gevonden onderkaak

De nieuwe geslachtsnaam werd in 2008 toegekend door Jeremy Martin en Éric Buffetaut. Zijn naam betekent 'Marseille krokodil'.
De oorspronkelijke syntypen, waaronder een onderkaak, zijn grotendeels verloren gegaan, op wat postcrania na. Het neotype is MNHM. 15427.0, een schedel die de snuitpunt en het achterste deel mist. Toegewezen zijn de specimina MNHM.10834.0: een snuit met onderkaken; MNHM.482.1: het middendeel van een schedel met onderkaken; MNHM. 482.2: een stuk snuit; en MNHM. 10833.1: een voorste snuit.

## Beschrijving
Het geslacht kan worden onderscheiden van Musturzabalsuchus doordat het vijftien tandkassen in het dentarium heeft.
In 2008 werd een unieke combinatie van kenmerken aangegeven. De snuit is smal en langwerpig terwijl de oogkassen langer zijn dan breed. Het dentarium heeft een insnoerende inkeping op de voorste buitenrand voor het ontvangen van de derde of vierde premaxillaire tand. Nabij de punt van de onderkaak verschijnt aan de onderste buitenzijde het spleniale. De voorste tak van het voorhoofdsbeen is slank en langwerpig zonder ornamentering op de bovenzijde. De derde en vierde premaxillaire tand steken uit en hebben een gelijke diameter. De grote vierde maxillaire tand is overdwars afgeplat. Het prefrontale is langwerpig de binnenrand en buitenrand liggen tussen de oogkassen vrijwel evenwijdig.

## Fylogenie
Massaliasuchus werd in eerste instantie beschouwd als verwant aan vroege alligatoroïden.
Recente cladistische analyse plaatst Massaliasuchus als een lid van Allodaposuchidae, een clade van basale eusuchiërs uit het Laat-Krijt van Zuid-Europa.  Massaliasuchus wordt echter meestal weggelaten uit fylogenetische analyses, omdat het alleen wordt vertegenwoordigd door slecht geconserveerd materiaal.